# Edgar Cadena
Pour les articles homonymes, voir Cadena.
Cadena  Martínez est un nom espagnol. Le premier nom de famille, en général paternel, est Cadena ; le second, en général maternel, souvent omis, est Martínez.
Edgar David Cadena Martínez, né le 20 août 2000 à Mexico, est un coureur cycliste mexicain.

## Biographie
Originaire de Mexico, Edgar Cadena réside habituellement chez sa grand-mère à 2 200 mètres d'altitude. Alors qu'il est encore jeune, un trouble du déficit de l'attention lui est diagnostiqué. C'est à la suite de ce diagnostic qu'il commence le sport à huit ans, d'abord par la natation, pour canaliser son énergie. Il se lance ensuite dans le triathlon à l'âge de douze ans. Son entraîneur remarque cependant ses prédispositions pour le vélo, et l'incite à se consacrer uniquement à cette discipline. Il choisit finalement le cyclisme vers 2016, à l'âge de seize ans,. 
En 2018, il participe à quelques compétitions juniors en Espagne, sous les couleurs d'un club local puis de la formation mexicaine Jitensha Sport. L'année suivante, il prolonge l'expérience avec la formation Ciclismo Riojano-Vega Bike. Il est ensuite contraint de rester sur le continent américain en 2020, à cause de la pandémie de Covid-19. Bon grimpeur, il montre également ses qualités de rouleur en devenant champion du Mexique du contre-la-montre chez les espoirs (moins de 23 ans). Mais son mois d'octobre par un drame avec la mort de sa compagne Fernanda, également cycliste, percutée par un véhicule alors qu'elle faisait une sortie en vélo en compagnie de son père. 
En 2021, il court au sein de l'équipe continentale A.R. Monex, basée à Saint-Marin et destinée à formée de jeunes talents mexicains en Europe. Lors de la saison 2022, il se révèle en remportant l'étape reine du Tour de Colombie, au sommet de l'Alto del Vino,. Peu de temps après, il réalise un doublé lors des championnats du Mexique en s'imposant sur la course en ligne et le contre-la-montre dans la catégorie espoirs.

## Palmarès et résultats

### Palmarès par année
- 2019
  - Clásica Día de Reyes
- 2020
  -  Champion du Mexique du contre-la-montre espoirs
  - Clásica Día de Reyes
  - 3e du championnat du Mexique sur route espoirs
- 2022
  -  Champion du Mexique sur route espoirs
  -  Champion du Mexique du contre-la-montre espoirs
  - Clásica Día de Reyes
  - 7e étape du Tour de Colombie
  - Tour de Salamanque :
    - Classement général
    - 2e étape

  - 2e étape du Tour de Galice
  - 2e du San Bartolomé Saria
  - 2e du Tour de Galice
  - 3e de la Vuelta Hispania
- 2023
  -  Champion du Mexique sur route
  - Tour de Salamanque
  - 2e étape du Tour de Galice
  - 2e du Trophée Eusebio Vélez
  - 2e du championnat du Mexique du contre-la-montre
  - 3e du Tour de Galice
- 2025
  - Tour de Haute-Autriche : 
    - Classement général
    - 3e étape

### Classements mondiaux
| Année                                 | 2020 | 2021 | 2022  | 2023 | 2024 |
| ------------------------------------- | ---- | ---- | ----- | ---- | ---- |
| Classement mondial                    | 989e | nc   | 2199e | nc   | 763e |
| UCI America Tour                      | 76e  | nc   | 358e  | nc   | nc   |
|                                       |      |      |       |      |      |
| Légende : nc = non classéSource : UCI |      |      |       |      |      |